# کرومباخ، اتریش
کرومباخ   (به آلمانی: Krumbach) یک منطقهٔ مسکونی در اتریش است که در ناحیه وینر نوی‌اشتات-لاند واقع شده‌است. کرومباخ   ۴۳٫۹۱ کیلومتر مربع مساحت دارد ۵۳۳ متر بالاتر از سطح دریا واقع شده‌است.